# Copacabana
A Copacabana (/ˌkoʊpəkəˈbænə/ KOH-pə-kə-BAN-ə, portugálul: [ˌkɔpakaˈbɐnɐ]) egy brazil bairro (városnegyed) Brazíliában, Rio de Janeiróban.

## A tengerpart
A város déli részén található, és világhírű, mintegy 4 kilométer hosszú, félkörívben elnyúló homokos partjáról ismert, amely az Atlanti-óceán mentén húzódik. Ez a partszakasz nemcsak a helyiek, hanem a turisták körében is rendkívül népszerű, és a város egyik legfontosabb látnivalója.
A Copacabana strandot a Leme Beach és a Cukorsüveg-szikla (Pão de Açúcar) határolja az egyik, a Copacabana erőd a másik oldalon. A strand mentén húzódik a híres Avenida Atlântica, amelyen a Roberto Burle Marx által tervezett, fekete-fehér hullámzó mintájú mozaik sétány található. Ez a sétány a város egyik ikonikus eleme, ahol éjjel-nappal pezseg az élet. A Copacabana nemcsak strand, hanem egy sűrűn lakott városnegyed is, ahol több mint 160 ezer ember él, és rengeteg szálloda, étterem, bár és szórakozóhely található. A környék a 20. század elején vált igazán felkapottá, amikor megnyílt a Copacabana Palace Hotel, amely a mai napig Rio egyik legelőkelőbb szállodája.
A Copacabana strand a város kulturális életének is központja: itt rendezik meg például a szilveszteri tűzijátékot, amelyre minden évben több millióan gyűlnek össze.

## Történelme
A városrészt a 18. század közepéig eredetileg Sacopenapã-nak hívták (a tupi nyelvből fordítva azt jelenti, hogy „a socósok útja”, a socós egy madárfajta). Azután nevezték át, hogy egy kápolnát építettek, amelyben Bolívia védőszentjének, Virgen de Copacabana másolatát őrzik.

## Jellegzetességek
A Copacabana a Princesa Isabel sugárútnál kezdődik és a Posto Seis-nél (a hatos vízimentő őrtorony) ér véget. A Copacabanán túl két kis strand található: az egyik a Copacabana erődben, a másik közvetlenül utána: Diabo („Ördög”) strand. Ezután az Arpoador strand következik, ahová a szörfösök a hatalmas hullámok miatt járnak, majd a híres Ipanema városrész. A terület a 2016-os nyári olimpiai játékok alatt a négy „olimpiai zóna” egyikeként szolgált. Rio de Janeiro turisztikai titkársága, a Riotur szerint a Copacabanán 63 szálloda és 10 hostel található.

## Copacabana Beach

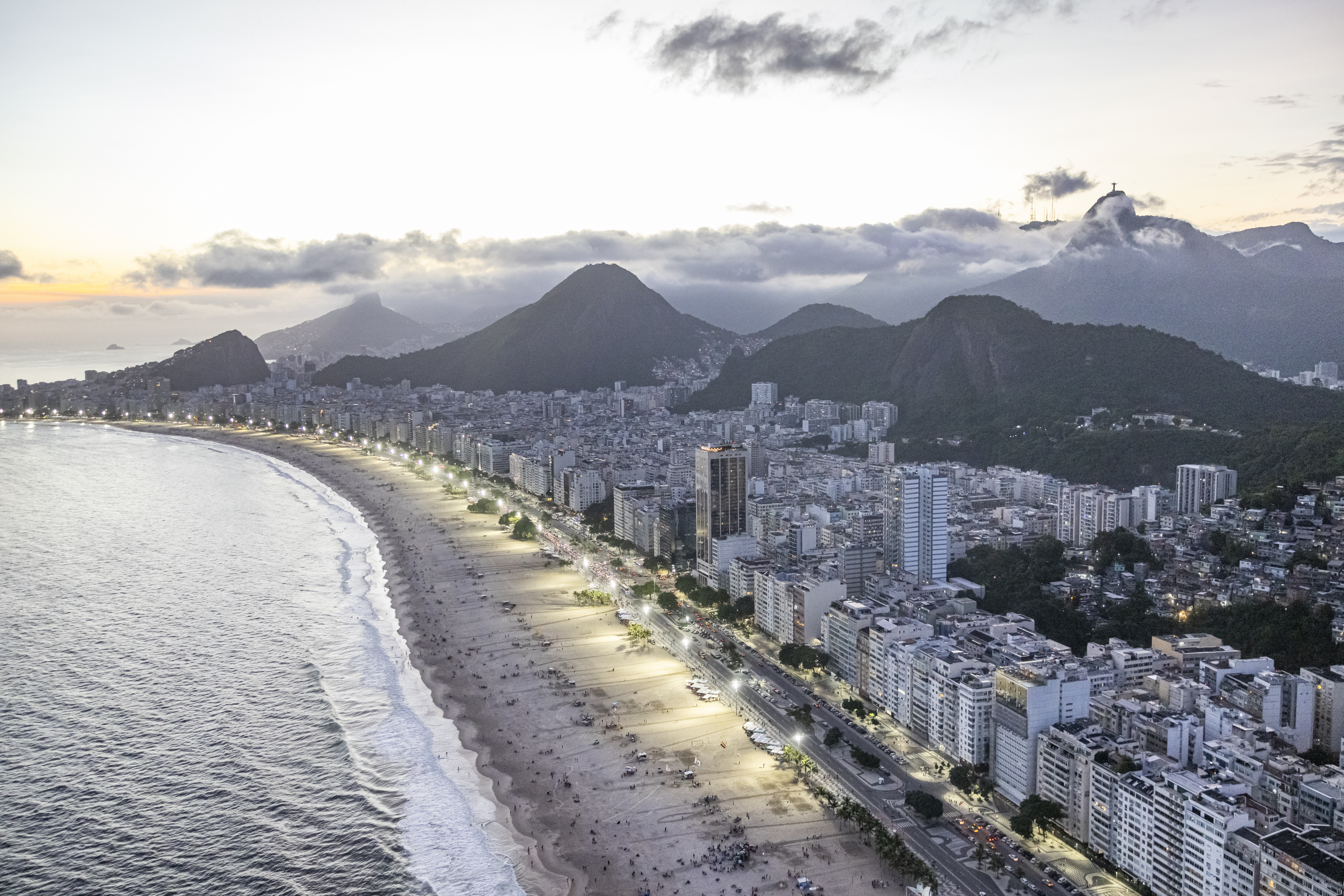
A Copacabana egy légifelvételen

Az Atlanti-óceán partján fekvő Copacabana strand a Posto Dois (kettes vízimentő őrtorony) és a Posto Seis (hatos vízimentő őrtorony) között húzódik. A Leme városnegyed a Posto Umnál (egyes számú vízimentő őrtorony) található. A Copacabana strand mindkét végén történelmi erődök találhatók; az 1914-ben épült Copacabana erőd a déli végén, a Posto Seis mellett, az 1779-ben épült Duque de Caxias erőd pedig az északi végén található. Számos szálloda, étterem, bár, éjszakai klub és lakóépület található a környéken. Vasárnap és ünnepnapokon az Avenida Atlântica egyik oldalát lezárják az autók elől, így a lakosok és a turisták több helyet kapnak a tengerparti tevékenységekhez.
A Copacabana Beach az éves szilveszteri ünnepségek során több millió ünneplőnek ad otthont, és az első három alkalommal a FIFA strandfoci-világbajnokság hivatalos helyszíne volt.

## Copacabana sétány
A Copacabana sétány egy nagy kiterjedésű (4 kilométer hosszú) sétány. 1970-ben újjáépítették, és az 1930-as évekbeli létrejötte óta a fekete-fehér portugál járdadizájnt használja: egy geometrikus hullámot. A Copacabana sétányt Roberto Burle Marx tervezte.

## Városrész
Az IBGE adatai szerint Copacabanában 160 000 ember él, ebből 44 000, azaz 27,5%-uk 60 éves vagy idősebb. Copacabana területe 5,220 km2 , ami 20 400 fő/km2 népsűrűséget jelent. A városrészben a tizenegy-tizenhárom emelet magas, egymás mellé épített lakóházak dominálnak. A házak és a kétszintes épületek ritkák.
Amikor Rio Brazília fővárosa volt, Copacabana az ország egyik legjobb városrészének számított.

## Jelentősebb események

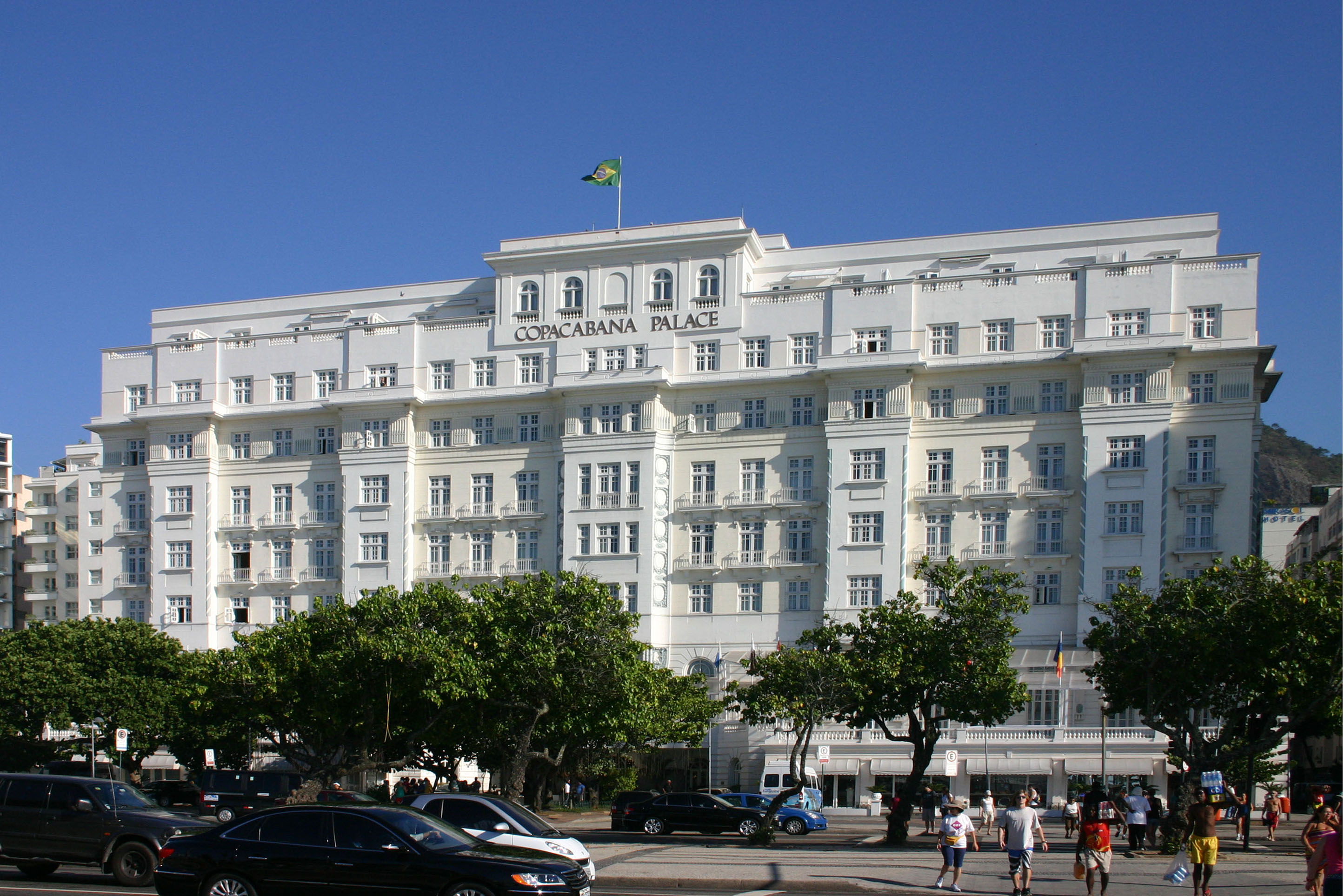
A Copacabana Palace Hotel

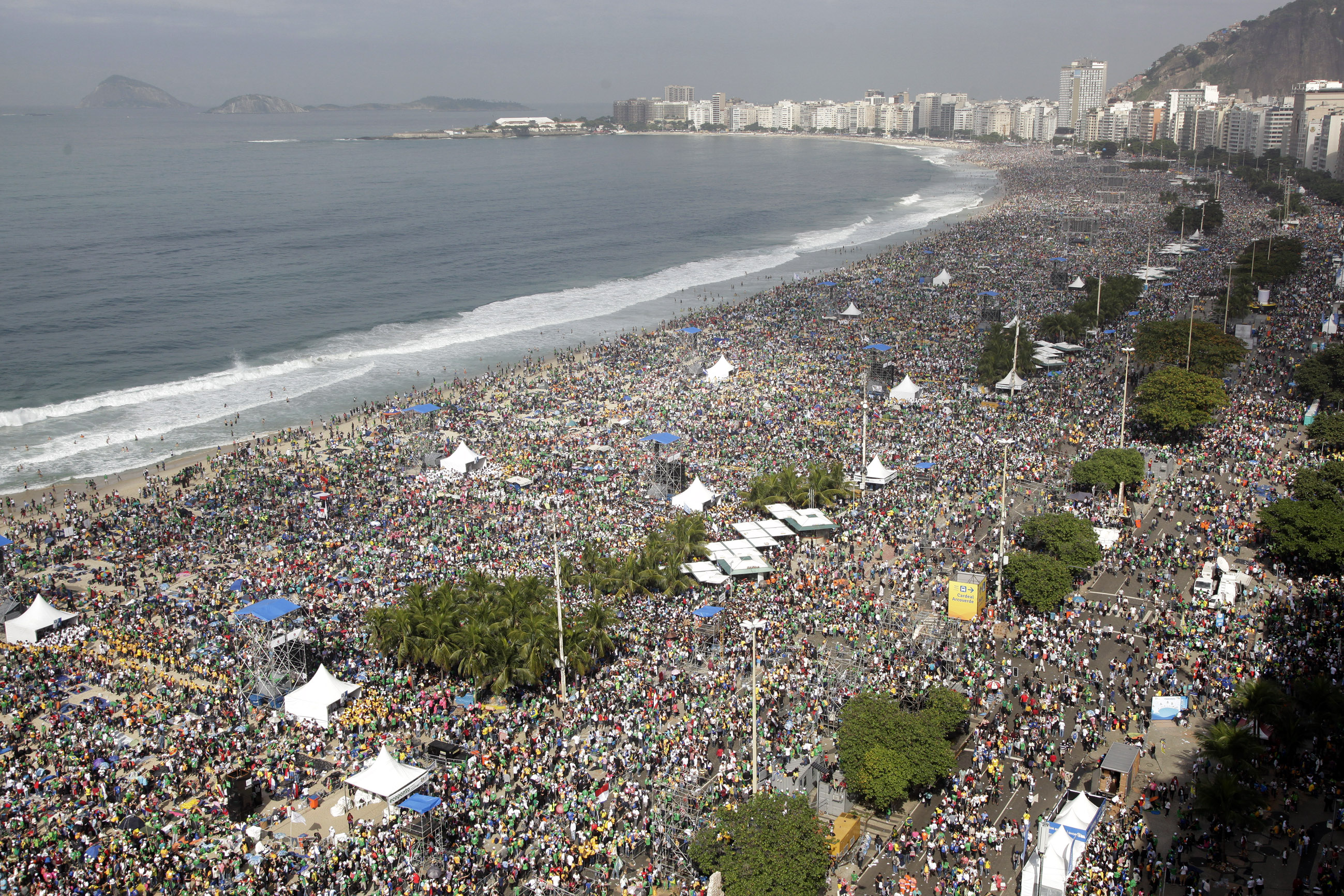
A Copacabana Beach a 2013-as Ifjúsági Világnapon

- 1949. április 26-án az RMS Magdalena kettétört, miközben Rio de Janeiro kikötőjébe vontatták. Narancsrakományának nagy részét a partra sodorta a víz.
- 1994. december 31-én a szilveszteri ünnepségen Rod Stewart koncertjére 4,5 millióan voltak kíváncsiak, ami minden idők legnagyobb koncertközönségét jelentette.[7] Újabban a strand az év végi ünnepségekhez nem kapcsolódó hatalmas ingyenes koncertek helyszíne. 2005. március 21-én, hétfő este Lenny Kravitz lépett fel itt 300 000 ember előtt, az Electric Church turnéja keretében. 2006. február 18-án, egy szombati napon a Rolling Stones hozta el koncertjét A Bigger Bang Tour keretein belül, amely messze felülmúlta ezt a számot, és több mint 1,5 millió embert vonzott a strandra.
- 2007. július 7-én a strand adott otthont a Live Earth koncertek brazíliai szakaszának, amely 400 000 embert vonzott. Headlinerként Lenny Kravitz másodszor is felléphetett a helyszínen, a fő előzenekarok pedig Jorge Benjor, Macy Gray, O Rappa és Pharrell voltak.
- 2009. október 2-án 100 000 ember töltötte meg a strandot, hogy egy hatalmas partin várja, hogy a NOB bejelentse, ki lesz a 2016-os nyári olimpiai játékok házigazdája.

- A 15 FIFA strandfoci-világbajnokságból 11-et itt rendeztek.

- 2013. július 28-án a strand adott otthont a 2013-as Ifjúsági Világnap záróeseményének. Mintegy 3 millió ember, köztük 3 elnök csatlakozott Ferenc pápához, amikor szentmisét celebrált.
- 2014 májusától júliusáig a Copacabana sétányon rendezték meg a United Buddy Bears kiállítást, amely több mint 1 000 000 embert vonzott. A bemutató több mint 140, egyenként két méter magas medveszoborból állt, amelyeket különböző művészek terveztek.[8]
- 2016 augusztusában a Copacabana Beach volt a strandröplabda helyszíne a 2016. évi nyári olimpiai játékokon.
- 2024. május 4-én Madonna Celebration Tour elnevezésű turnéjának utolsó koncertjét ingyenesen lehetett megtekinteni a Copacabana strandon, amely több mint 1 600 000 nézőt vonzott.[9]
- 2025. május 3-án Lady Gaga ingyenes koncertet adott a Copacabanán, a „Todo Mundo no Rio” kezdeményezés részeként, amely minden idők leglátogatottabb koncertje lett női előadótól, becslések szerint több mint 2,5 millió nézővel.[10]

## Népesség
A település népességének változása:

## Fordítás
- Ez a szócikk részben vagy egészben  a   Copacabana, Rio de Janeiro című angol Wikipédia-szócikk fordításán alapul.  Az eredeti cikk szerkesztőit annak laptörténete sorolja fel. Ez a jelzés csupán a megfogalmazás eredetét és a szerzői jogokat jelzi, nem szolgál a cikkben szereplő információk forrásmegjelöléseként.